# Octavio Fabiano
Octavio Fabiano (San Sossio Baronia, Italia; 21 de enero de 1948 - Buenos Aires, Argentina; 4 de marzo de 2003) fue un coleccionista y divulgador del cine argentino de origen italiano.

## Carrera
Nacido en un pequeño pueblo en Italia, (San Sossio Baronia, Avellino, Campania) su madre lo llevó a Buenos Aires cuando era muy joven. Conoció la pasión por el cine cuando se presentaba a una especie de matiné que se hacía en el salón parroquial en la iglesia que concurría (San José obrero de Villa Madero) El primer video que llegó a alquilar fue un cortometraje argentino de 3 min de duración llamado Puchito Campeón, editada por la Casa Cinepa. Desde adolescente comenzó a explorar el mundo del cine al ver aclamadas películas de época interpretadas por figuras como Charles Chaplin, y no ocultaba su fascinación por El ciudadano de Orson Welles.
Estudió cine en La Plata, donde conoció a Rolando Fustiñana, con quien trabajó en la Cinemateca Argentina. Fue miembro de la Asociación de Apoyo al Patrimonio Audiovisual (Aprocinain), cuyo fin era abrir un nuevo campo de acción en el Museo de Arte Latinoamericano de Buenos Aires (Malba), el apoyo a la preservación fílmico nacional.
En 1989 creó el Club de Cine Fue el primero en pasar a Roger Corman y más tarde una entidad conocida como la "Filmoteca Buenos Aires", dedicada a la preservación y difusión del cine, junto a su amigo y más íntimo colaborador, Fernando  Martín Peña, y luego se les unió Fabio Manés. Tras un período en el "Cine Maxi", se mudaron al "Atlas Recoleta".  Llegó a recomponer la película casi destruida de Mateo de 1937, dirigida por Daniel Tinayre. Salvó todo el material posible que se hallaba en el segundo subsuelo de la sede de la escuela de cine del Instituto Nacional de Cine y Artes Audiovisuales (Incaa), al que denominó como un "cementerio de películas". En 1985 publicó el libro De Palma-Scorsese, en el nuevo cine americano, y trabajó como coordinador editorial en un libro biográfico titulado Hugo del Carril, un hombre de nuestro cine (1989), junto con Abel Posadas.
Compartió junto a Peña y Gustavo Cabrera el programa diario de Canal 7, Filmoteca: Temas de Cine, dando imprescindibles revisiones de la pantalla grande argentino.
En 1980 fue gerente de comercialización de la revista Crear en la Cultura Nacional, junto con Abel Posadas y Oscar Bonetti. En 1997 trabajó en la revista Planeta donde hizo varios artículos referidos al cine nacional. También fue el director y editor de la revista Cine en la Cultura Argentina y Latinoamericana.
En el 2000 se desempeñó como productor asociado del film Cerca de la frontera, protagonizado por Ulises Dumont y Claudio Gallardou.
Se sumó al proyecto de Diego Curubeto para llevar al cine fragmentos de las películas de Isabel Sarli.

## Fallecimiento
Octavio Fabiano murió a los 55 años de edad el martes 4 de marzo de 2003 como consecuencia de un derrame cerebral mientras hablaba por teléfono. Sus restos descansan en el Cementerio San José de Flores.